# Samuel Sharpe

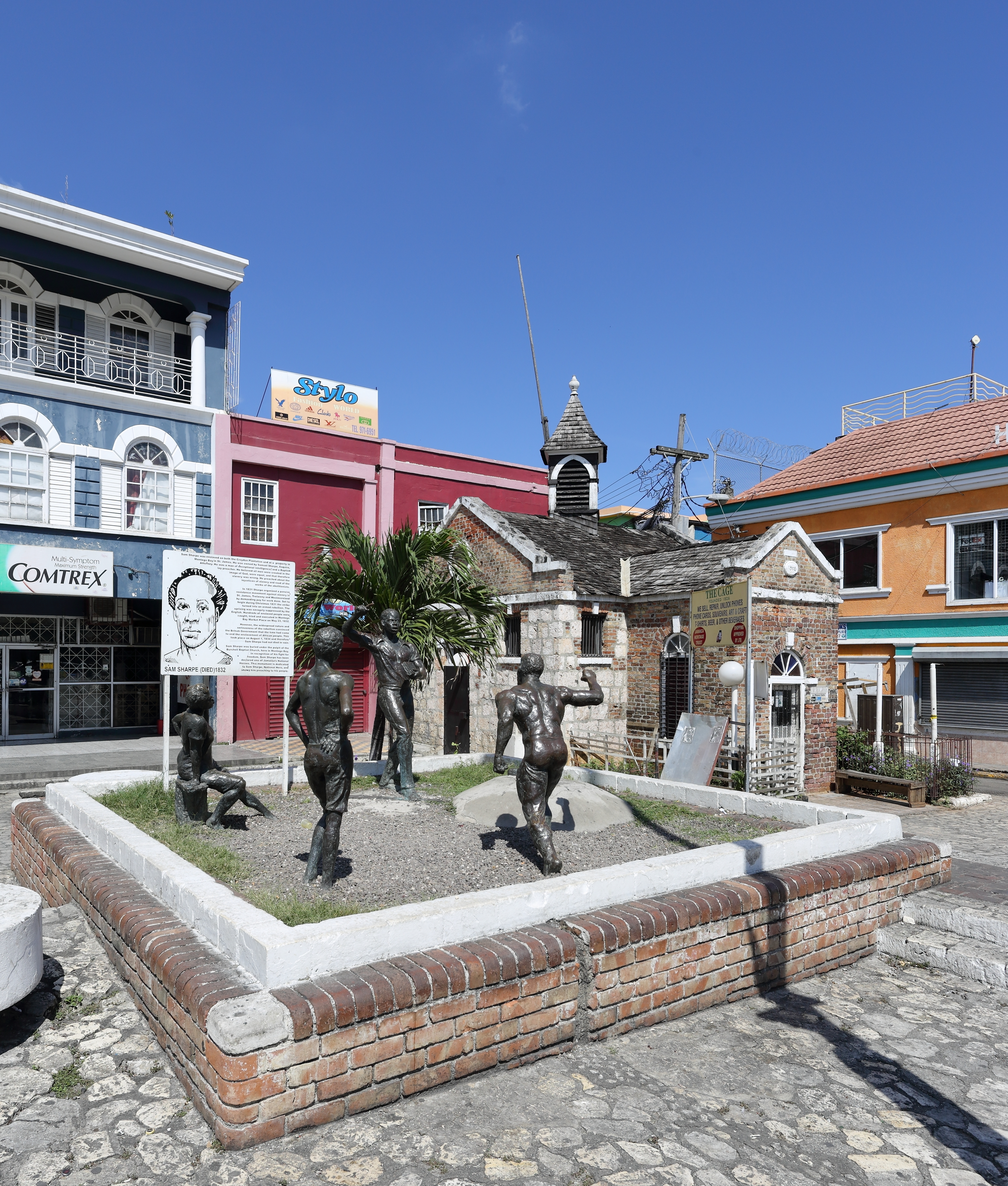
Pomnik ku czci Samuela Sharpe'a, Montego Bay

Samuel Sharpe także Sam Sharpe i Daddy Sharpe (ur. 1801, zm. 23 maja 1832) – diakon baptystów, przywódca niewolników podczas największego powstania niewolników w Brytyjskich Indiach Zachodnich, podczas rebelii baptystów w latach 1831–1832. Został stracony po krwawym stłumieniu powstania. W roku 1975 uznany za bohatera narodowego Jamajki.  

## Życiorys
Samuel Sharpe urodził się jako niewolnik w 1801 roku na plantacji Croyden w regionie Saint James . Plantacja ta znajdowała się w pobliżu wiosek marońskich Accompong, Trelawney Towns i Crooked Spring, gdzie Moses Baker założył kaplicę anabaptystów . Spotkania w celach religijnych były jedyną formą zorganizowanej aktywności, w której mogli uczestniczyć niewolnicy . 
Kaplica w Crooked Spring była największym ośrodkiem czarnej społeczności na wyspie, skupiając 3 tys. wiernych . Bakera wspierali plantatorzy Benjamin Vaughan i Isaac Lascelles Winn, którzy byli zwolennikami zapewnienia niewolnikom możliwości nauki moralnej i religii . Kontakty pomiędzy Sharpem a Bakerem nie są jednak udokumentowane, lecz najprawdopodobniej Baker był wzorem dla Sharpe'a . 
Sharpe był niewolnikiem angielskiego prawnika o tym samym nazwisku z Montego Bay – Sharpe przyjął jego imię i nazwisko. Został ochrzczony jako baptysta i został świeckim diakonem i przywódcą zboru. Jako diakon mógł poruszać się pomiędzy plantacjami w regionach Saint James i Trelawny . Misjonarze i ewangeliści propagowali idee emancypacji niewolników . W 1831 roku brytyjski parlament rozpoczął debatę nad zniesieniem niewolnictwa, czemu sprzeciwiali się plantatorzy na Jamajce. Sharpe dowiedział się o tym i poinformował swoją kongregację. Głosił, że walka z niewolnictwem to wsparcie misjonarzy w dziele boskim . Zorganizował siatkę zwolenników na plantacjach w regionach Saint James, Trelawny, Hanover i Westmoreland – zwolennicy zorganizowani byli w mniejsze grupy pod przywództwem „pułkowników”, „generałów” i „doktorów” . Sharpe przygotował strajk, by wywrzeć presję na wydanie decyzji o uwolnieniu niewolników . Niewolnicy mieli zaprzestać pracy w Święta Bożego Narodzenia 1831 roku . W 1831 roku Zgromadzenie Kolonialne Jamajki (ang. House of Assembly of Jamaica) skróciło niewolnikom liczbę dni wolnych od pracy z okazji świat z trzech do dwóch. 

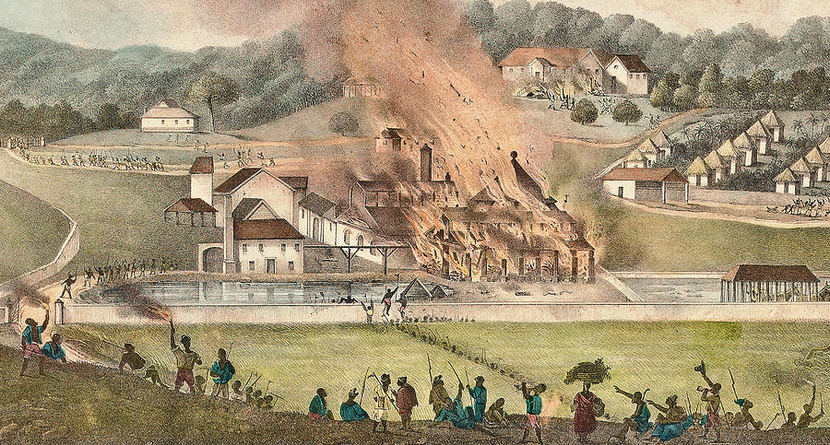
Zniszczenie plantacji Roehampton w trakcie Rebelii Sharpe'a w 1832 roku, 1833

Siatka została uruchomiona dwa dni po Święcie Bożego Narodzenia przy pomocy sygnałów świetlnych – ogniska rozpalone pod Montego Bay zaalarmowały kolejnych uczestników, którzy rozpalając ogniska, informowali kolejnych . W planach strajk miał być pasywną formą protestu. Zorganizowani niewolnicy zaskoczyli oddziały lokalnej milicji . Strajk przerodził się w powstanie . 
Brytyjskie wojsko interweniowało w Black River, Savanna-la-Mar, Lucei i Montego Bay . Sharpe został pojmany, a lokalna milicja w odwecie zaczęła niszczyć domy i wioski . Powstanie zostało stłumione w pierwszym tygodniu stycznia 1832 roku. Zginęło 200 osób, w tym kobiety i dzieci, a 300 kolejnych stracono po procesach niewolników . Przywódcy rebelii zostali straceni . Samuel Sharp został powieszony 23 maja 1832 roku . 
Wydarzenia na Jamajce przyspieszyły prace w parlamencie brytyjskim nad Aktem Zniesienia Niewolnictwa, który został przyjęty w 1833 roku – akt zniósł niewolnictwo na terenie Imperium Brytyjskiego z dniem 1 sierpnia 1834 roku  i zwrócił wolność wszystkim niewolnikom z dniem 1 sierpnia 1838 roku. 

## Upamiętnienie
W 1975 roku Sharpe został uhonorowany przyjęciem do jamajskiego panteonu bohaterów narodowych . W 1982 roku przyznano mu Order Bohatera Narodowego . 
Podobizna Sharpe'a widnieje na awersie banknotu jamajskiego o nominale 50 dolarów jamajskich.
W 2007 roku powołano do życia Sam Sharpe Project – projekt Rady Unii Baptystów na Jamajce, by m.in. propagować rozwój kongregacji w multikulturowym społeczeństwie i rozwój jej liderów, zachęcić szkoły baptystów do studiów nad historią, kulturą i teologią Jamajczyków pochodzenia afrykańskiego i azjatyckiego, oraz studiów nad historycznym i teologicznym dziedzictwem Samuela Sharpe'a. 